# Fie Schouten
Fie Schouten (* 1972 in Amsterdam) ist eine niederländische Klarinettistin (insbesondere Bassklarinette und weitere Tieftöner) und Hochschullehrerin. Sie ist insbesondere im Bereich der Neuen Musik hervorgetreten.

## Wirken
Schouten begann mit zehn Jahren, Klarinette zu spielen. Sie studierte Klarinette und Bassklarinette am Conservatorium van Amsterdam bei Harry Sparnaay, Tom Sieuwerts und Herman Braune. Zudem besuchte sie Meisterkurse bei den Darmstädter Ferienkursen, beim Impuls-Sommerkurs für zeitgenössische Musik und beim Pablo Casals Festival.
Nach dem Studium etablierte Schouten sich als Spezialistin für die Aufführung Neuer Musik. Zeitgenössische Komponisten haben mehr als 100 Werke für sie geschrieben. Außerdem hat sie viele Werke von Karlheinz Stockhausen mit dem Ensemble MusikFabrik (u. a. Michaels Reise um die Welt, 2009), mit dem ASKO-Schoenberg Ensemble, der Birmingham Opera Company und dem Ensemble Le Balcon aufgeführt. Weiterhin war sie Gastsolistin beim Orkest De Volharding und beim Gamalan Ensemble Multifoon, beim Concertgebouw-Orchester, dem Ensemble Modern und dem Klangforum Wien. Mit der Flötistin Karina Erhard bildete sie das Duo Kaida, mit dem sie die CD Of Villages and Spaces (2005) veröffentlichte und auch den Bereich der Improvisation erkundete. In unterschiedlichen kammermusikalischen Formationen arbeitete sie mit den Cellistinnen Katharina Gross und Eva van de Poll, der Pianistin Keiko Shichijo, der Bassklarinettistin Jelte Althuis, dem Akkordeonisten Marko Kassl, der Cembalistin Goska Isphording und der Schlagwerkerin Tatiana Koleva.
Schouten versammelte auf ihrem Album Ladder of Escape 11 (2014) beim Label Attacca Solowerke für Bassklarinette von Mauricio Kagel, Stockhausen, Rozalie Hirs und weiteren Komponisten. 2015 veröffentlichte das niederländische Label Donemus ihre CD Miniatures mit zehn kurzen Bassklarinetten-Miniaturen unterschiedlicher Komponisten, das als Einführung für junge Spieler gedacht ist. Weiterhin legte sie die Alben Nut (2021) und figures (2022) mit Kammermusik für Kontrabassklarinette sowie Monologues 2020 (2021) mit Solowerken für Bassklarinette und Bassetthorn vor. 2023 veröffentlichte sie gemeinsam mit Guus Janssen und Vincent Courtois das Improvisationsalbum Vostok: Remote Islands bei Relative Pitch Records.
Schouten ist mit Tobias Klein die künstlerische Leiterin des alle zwei Jahre stattfindenden Bassklarinettenfestivals Basklarinet Festijn, das 2014 zum ersten Mal stattfand, um den 70. Geburtstag von Harry Sparnaay zu feiern. Gemeinsam mit der Komponistin Aspasia Nasopoulou kuratiert sie seit 2016 die Reihe für zeitgenössische Kammermusik Nieuwe Noten Amsterdam im Plein Theater.
Schouten ist seit 2013 Professorin für Bassklarinette und zeitgenössische Musik am Prins Claus Conservatorium in Groningen.

## Preise und Auszeichnungen
Als Duo Kaida (mit Karina Erhard) gewann Schouten Preise beim Internationalen Gaudeamus-Interpretenwettbewerb 2003 (beste Improvisation), beim 13. Internationalen Kammermusikwettbewerb in Illzach 2002 (Frankreich) und beim Tera de Marez Oyens-Preis (2001). 2019 erhielt sie den Nieuw Geneco Fair Practice Composition Commission Award für ihren Einfluss auf das niederländische Musikleben.